# Mensonges pieux
Pour le film argentin, voir Mentiras piadosas (film, 2008).
Pour plus de détails, voir Fiche technique et Distribution.
Mensonges pieux est un film mexicain réalisé par Arturo Ripstein, sorti en 1989.

## Synopsis
À Mexico, Clara, une inspectrice sanitaire, est amoureuse de Israel, marchand d'herbes obsédé par la construction d'un modèle réduit de la cité de Tenochtitlan. Ils quittent chacun leurs partenaires respectifs pour vivre ensemble, mais leur relation devient toxique.

## Fiche technique
- Titre : Mensonges pieux
- Titre original : Mentiras piadosas
- Réalisation : Arturo Ripstein
- Scénario : Paz Alicia Garciadiego
- Musique : Lucía Álvarez
- Photographie : Ángel Goded
- Montage : Carlos Puente
- Production : Jaime Casillas, Jacobo Feldman et Marcos Salame
- Société de production : Asociación Nacional de Actores, Centro de Investigación y Enseñanza Cinematográficas (CIEC) de la Universidad de Guadalajara, Fondo de Fomento a la Calidad Cinematográfica, Kuikali Producciones, Producciones Fílmicas Internacionales et Sindicato de Trabajadores de la Producción Cinematográfica
- Pays :  Mexique
- Genre : Drame
- Durée : 111 minutes
- Dates de sortie : 
  -  Union soviétique : juillet 1989 (Festival international du film de Moscou)

## Distribution
- Alonso Echánove : Israel Ordóñez
- Delia Casanova : Clara Zamudio
- Ernesto Yáñez : Matilde
- Luisa Huertas : Pilar
- Fernando Palavicini : Ramiro
- Osami Kawano : le masseur

## Distinctions
Le film a été présenté en sélection officielle en compétition au Festival international du film de Moscou 1989. Il a également été nommé pour cinq prix Ariel et en a remporté quatre : meilleure actrice pour Delia Casanova, meilleur acteur pour Alonso Echánove, meilleur second rôle féminin pour Luisa Huertas et meilleure photographie.